# Liste des longs métrages azerbaïdjanais proposés à l'Oscar du meilleur film international
Cet article présente la liste des longs métrages azerbaïdjanais proposés à l'Oscar du meilleur film international.

## Films proposés par l'Azerbaïdjan
| Année (cérémonie) | Titre français     | Titre original  | Langue(s)    | Réalisateur               | Résultat  |
| ----------------- | ------------------ | --------------- | ------------ | ------------------------- | --------- |
| 2008 (80e)        | Kafkaz (az)        | Qafqaz          | azéri, russe | Farid Goumbatov (az)      | Non nommé |
| 2009 (81e)        | Qala (az)          | Qala (az)       | azéri        | Chamil Nadjafzade (az)    | Non nommé |
| 2011 (83e)        | Sahä (az)          | Sahə            | azéri, russe | Ilgar Safat (az)          | Non nommé |
| 2013 (85e)        | Buta (az)          | Buta (az)       | azéri        | Ilgar Najaf (az)          | Non nommé |
| 2014 (86e)        | Çölçü              | Çölçü           | azéri        | Chamil Aliev (az)         | Non nommé |
| 2015 (87e)        | Nabat (az)         | Nabat (az)      | azéri        | Eltchine Moussaoglou (az) | Non nommé |
| 2018 (90e)        | Nar bağı (az)      | Nar bağı (az)   | azéri        | Ilgar Najaf (az)          | Non nommé |
| 2022 (94e)        | Daxildäki Ada (gl) | Daxildəki Ada   | azéri        | Roufat Gassanov (az)      | Non nommé |
| 2023 (95e)        | Yaradanlar (gl)    | Yaradanlar (gl) | azéri, russe | Chamil Aliev (az)         | Non nommé |